# موزل

موزل (به فرانسوی: Moselle) پنجاه و هفتمین شهرستان فرانسه است. شهرستان موزل در شمال شرقی این کشور قرار دارد. این شهرستان زیرمجموعه ناحیه لورن می‌باشد. مساحت این شهرستان ۶٬۲۱۶ کیلومتر مربع و جمعیت آن ۱٬۰۳۶٬۷۷۶ نفر است. این شهرستان در خلال انقلاب فرانسه بر پا گردید. نام موزل از رود موزل گرفته شده است.